# 고위공무원임용심사위원회
고위공무원임용심사위원회는 소속장관이 추천한 후보자의 적격성을 제3자적 입장에서 검증하고, 소속장관의 편향적 인사에 대한 사전 예방 역할을 수행함으로써 대통령의 인사권을 공정하고 객관성있게 행사할 수 있도록 보좌하고 공직임용시 엄정한 검증에 대한 국민의 요구를 충족시키기 위하여 설치된 대한민국 인사혁신처 소속의 정부위원회이다. 위원회 성격은 심의위원회이다.

## 설치 근거
- 국가공무원법 제28조의6

## 주요 기능
- 고위공무원단에 속하는 공무원의 채용 및 승진심사
- 고위공무원 적격심사

## 구성
- 위원장 : 행정안전부 제1차관
- 위원
  - 당연직(1) : 행정안전부 인사실장
  - 위촉직(5) : 학계 1명, 기업계 1명, 법조계 1명, 기타 2명